# Lidice (loď)
Lidice byla první obchodní loď, kterou československý stát koupil jako zcela novou ve finské loděnici Crichton-Vulcan v Turku. Byla ovšem postavená pro Čínskou lidovou republiku (která měla v důsledku politické a hospodářské blokády omezený přístup do přístavů západních zemí) a z jejich peněz. Plavila se pod československou vlajkou v letech 1954 až 1967. Posádku motorové lodi tvořilo 48 mužů. V roce 1967 se novým majitelem stala China Ocean Shipping Co. Loď byla přejmenována na Sü Čchang (Xu Chang) a v roce 1984 rozebrána v Lien-jün-kangu.

## Stavba a parametry lodě
Byla dlouhá 139,5 metru, hrubá prostornost 5 659 BRT, nosnost 8 500 DWT, ponor 9,5 metru. Byla poháněná jedním spalovacím motorem o výkonu 4 632 kW, díky němuž dokázala vyvinout cestovní rychlost 14,5 uzlu. Motor měl spotřebu 22 tun paliva denně.
Interiér byl moderní, stěny byly obložené finskou břízou, na lodi byla finská sauna. Nástavba byla dvoudílná. V přední části byly kabiny důstojníků včetně kapitána a navigační můstek. V zadní části byla strojovna, kajuty námořníků, jídelna i kuchyně.

## Využití a historie
Loď Lidice byla využívána na trase mezi přístavy na Baltském moři a Dálným východem (hlavně Čínou), dostala se i na Černé moře a absolvovala 10 plaveb na Kubu. Ve velení na lodi se střídali českoslovenští a sovětští kapitáni.
Roku 1959 se stala dějištěm tzv. aféry lodi Lidice. Plavidlo pod velením kapitána Ladislava Makového bylo 7. dubna 1959 zadrženo francouzskou fregatou Le Béarnais (F 775) ve Středozemním moři a následně eskortováno do Oranu. Na palubě byl objeven náklad zbraní určených pro alžírské povstalce z FLN.
Byla vyřazena z evidence Československé námořní plavby v roce 1967. Loď spolu s několika dalšími převzala Čínská lidová republika v rámci vyrovnání jejích předchozích investic.

## Zajímavost
V roce 1960 vydala Československá pošta poštovní známku (POFIS č. 1098) s vyobrazením lodě Lidice.

## Galerie

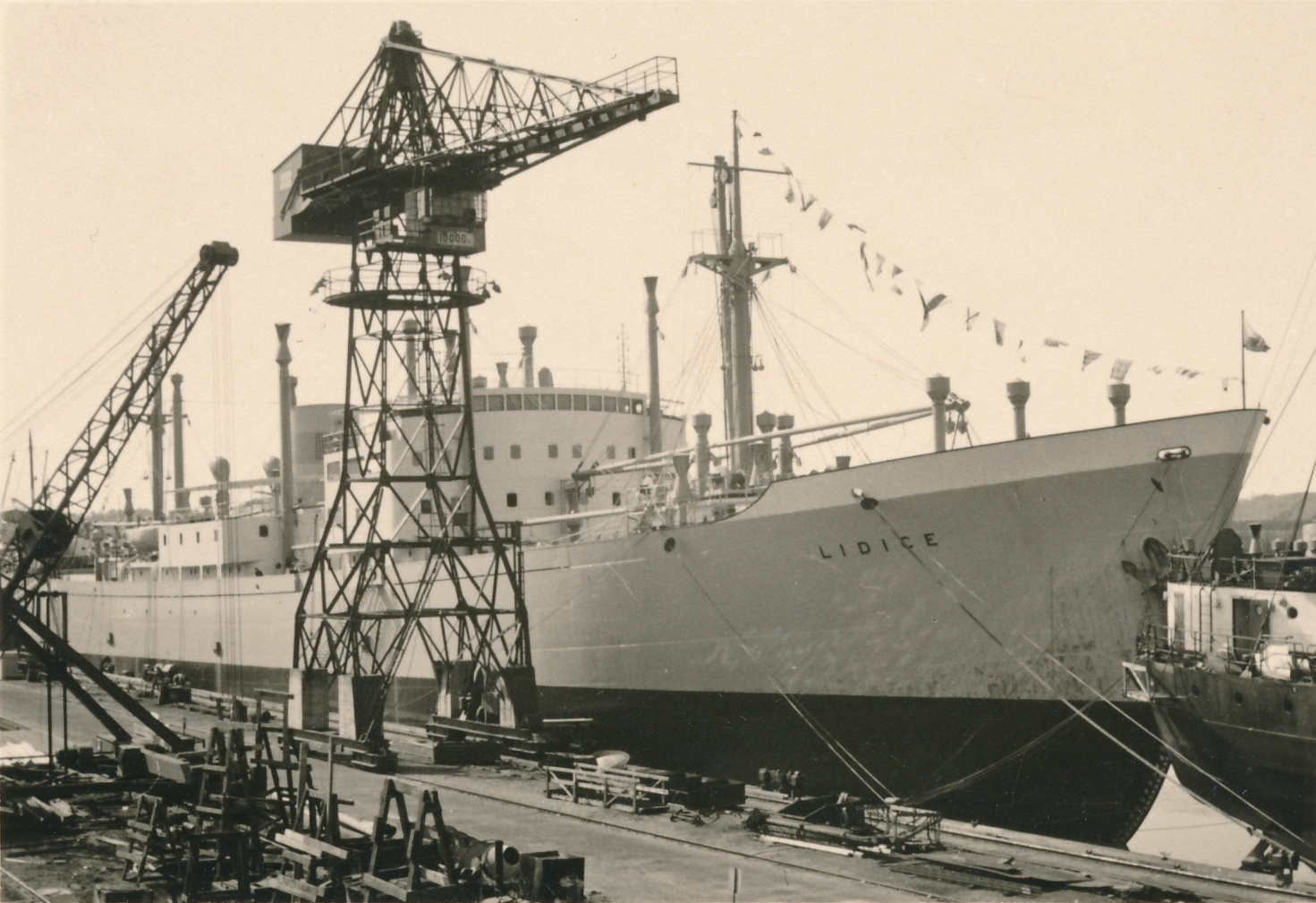
Stavba lodi Lidice (Turku, 1954)
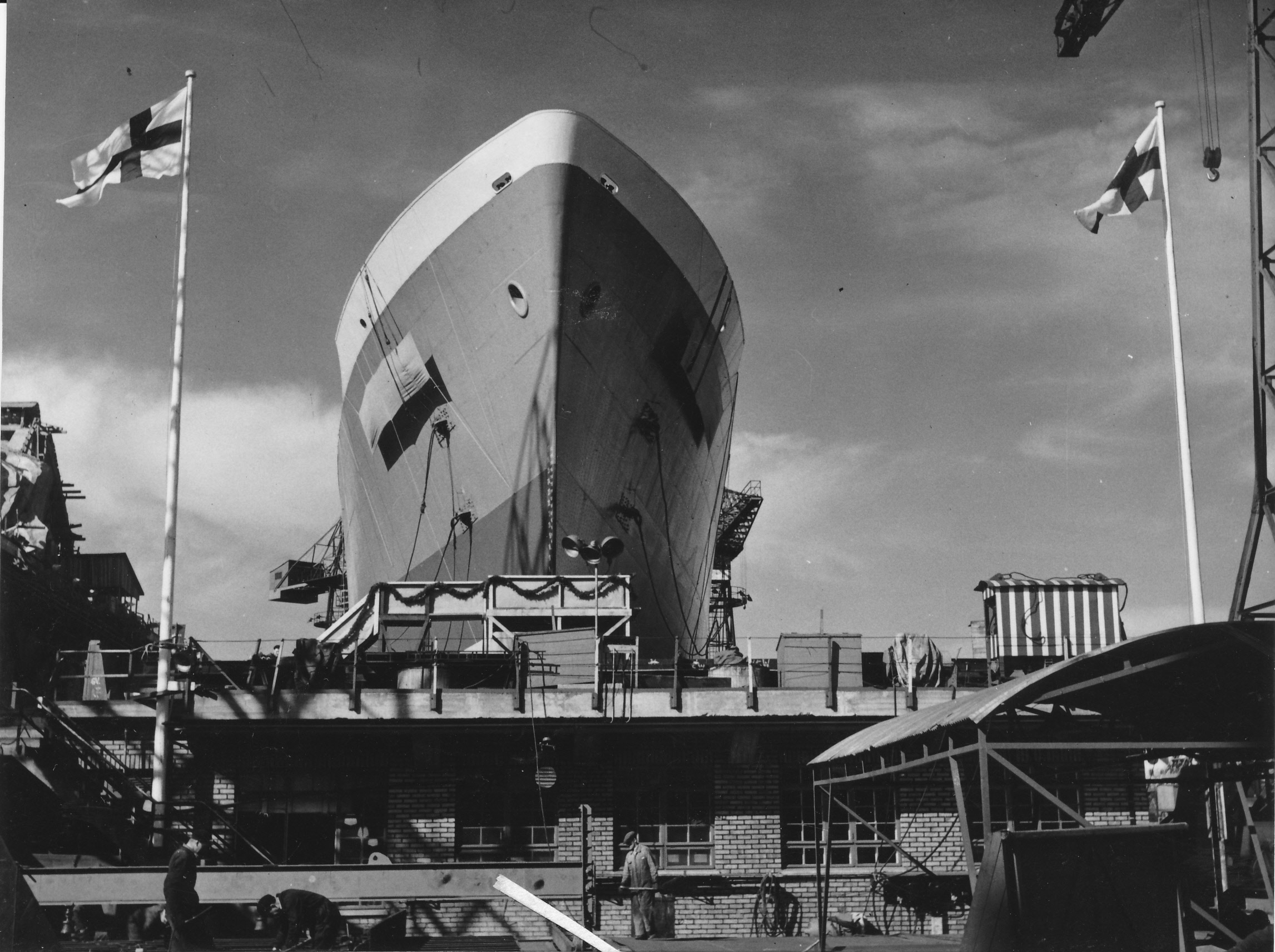
Stavba lodi Lidice ve finském Turku
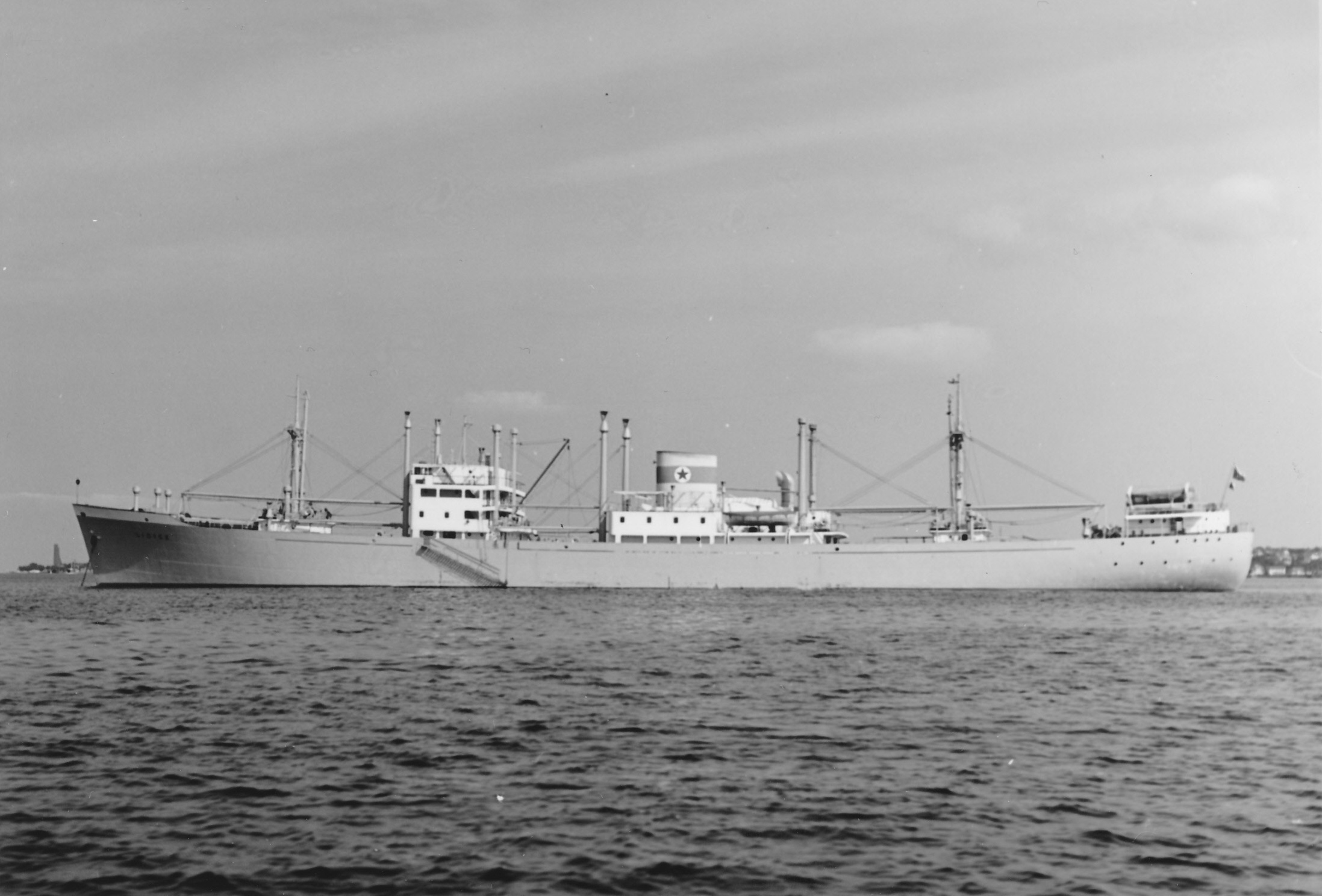
Lidice během testovací plavby v Turku (1954)
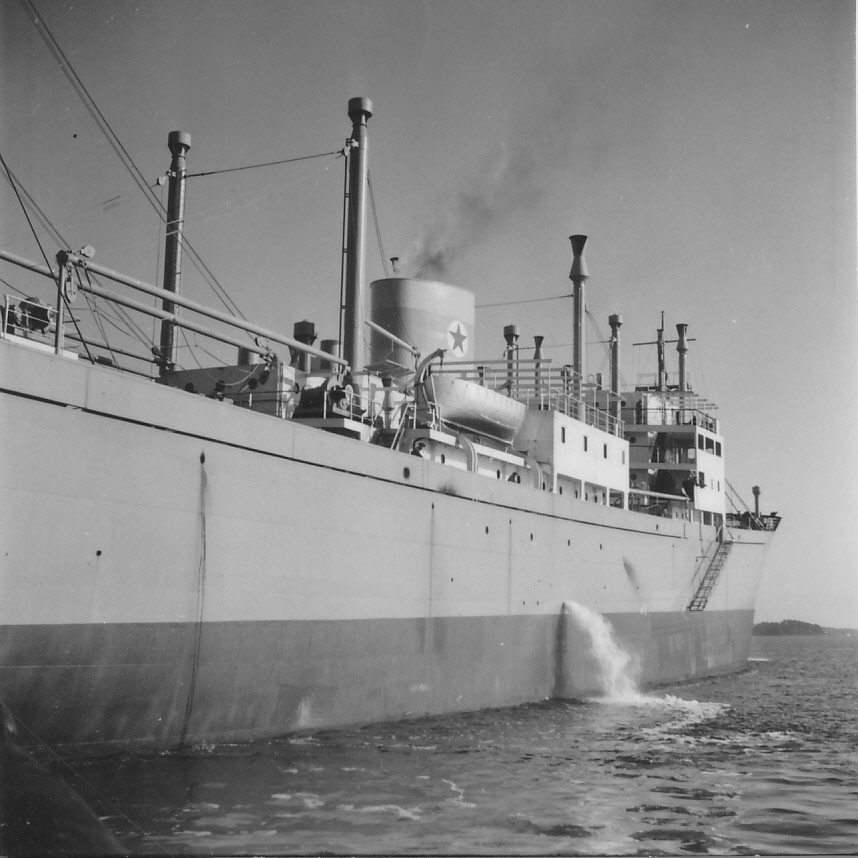
Lidice během testovací plavby v Turku (1954)
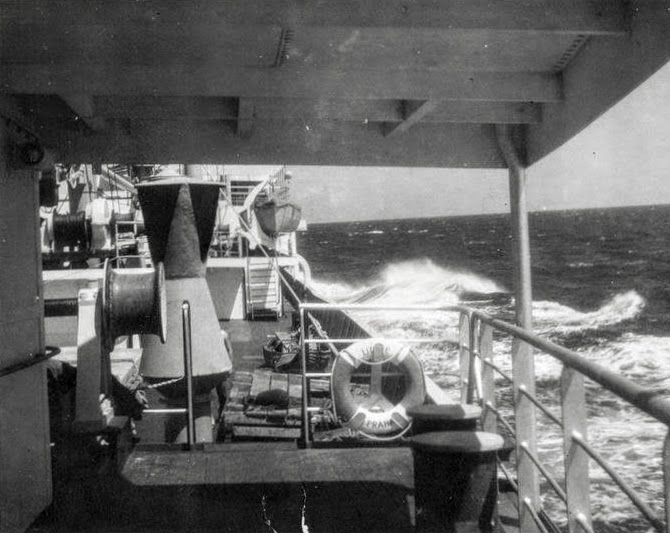
Pohled na hlavní palubu lodi Lidice (1956)
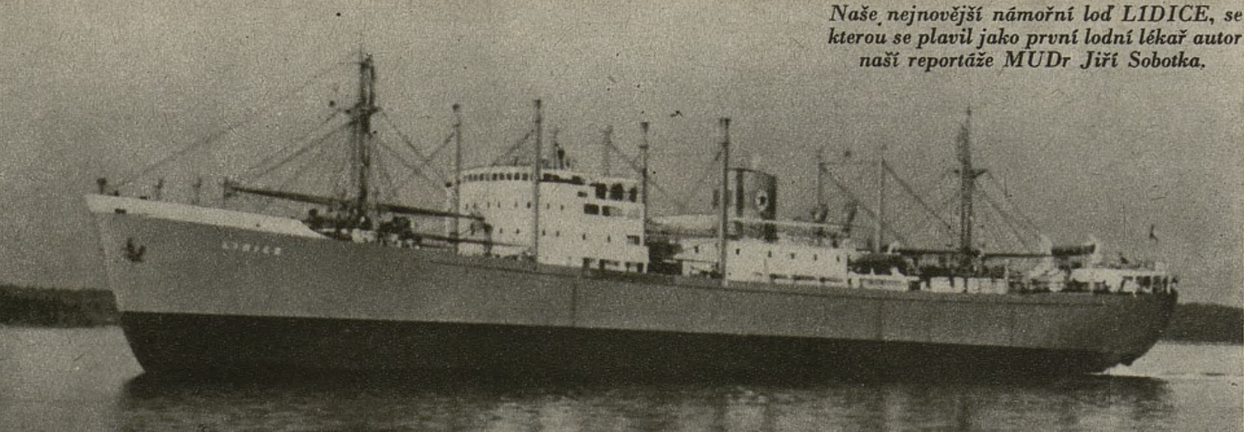
Loď Lidice (Československý voják, 1956)